# Tectocepheus velatus
Tectocepheus velatus is een mijtensoort uit de familie van de Tectocepheidae. De wetenschappelijke naam van de soort is voor het eerst geldig gepubliceerd in 1880 door Michael.